# Вескимяэ (Тартумаа)
Ве́скимяэ (эст. Veskimäe), ранее Ту́улевески (эст. Tuuleveski) — деревня в волости Кастре уезда Тартумаа, Эстония.
До административной реформы местных самоуправлений Эстонии 2017 года входила в состав волости Мякса (упразднена).

## География и описание
Расположена на правом берегу реки Эмайыги, в 14 км к востоку от уездного центра — города Тарту. Высота над уровнем моря — 52 метра.  
Климат умеренный. Официальный язык — эстонский. Почтовый индекс — 62314.

## Население
По переписи населения 2021 года, в Вескимяэ насчитывалось 49 жителей, из них 47 (95,9 %) — эстонцы.
По данным переписи населения 2011 года в деревне проживали 46 человек, все — эстонцы.
Численность населения деревни Вескимяэ по данным переписей населения:
| Год  | 1959 | 1970 | 1979 | 1989 | 2000 | 2011 | 2021 |
| ---- | ---- | ---- | ---- | ---- | ---- | ---- | ---- |
| Чел. | 89   | ↘ 87 | ↘ 59 | ↘ 34 | ↗ 45 | ↗ 46 | ↗ 49 |

## История
Деревня была основана после Второй мировой войны из части хуторов поселения Мякса, на востоке объединённых с частью деревни Кастре. Вескимяэ названа в честь холма, расположенного над мельницей в долине Эмайыги (с эст. veski — мельница, mägi ~ mäe — гора, холм). Восточная часть Вескимяэ называется деревней Кокута (эст. Kokuta). Эта деревня была снесена в 1860-х годах владельцем мызы Кастер (нем. Kaster, Кастре, эст. Kastre mõis), который около 1890 года основал здесь поселение. Сведения об этой деревне имеются с XVI века (1582 — Kokotai, 1588 — Kokuta, Kokkotay, 1601 — Kockatha). Согласно карте 1684 года, в шведские времена деревня располагалась на берегу Эмайыги, к северу от дороги из Вескимяэ в долину Ярвепера. Она была перенесена на другое место в XVIII веке. 
В 1945 году деревня записана как Туулевески (эст. Tuuleveski).

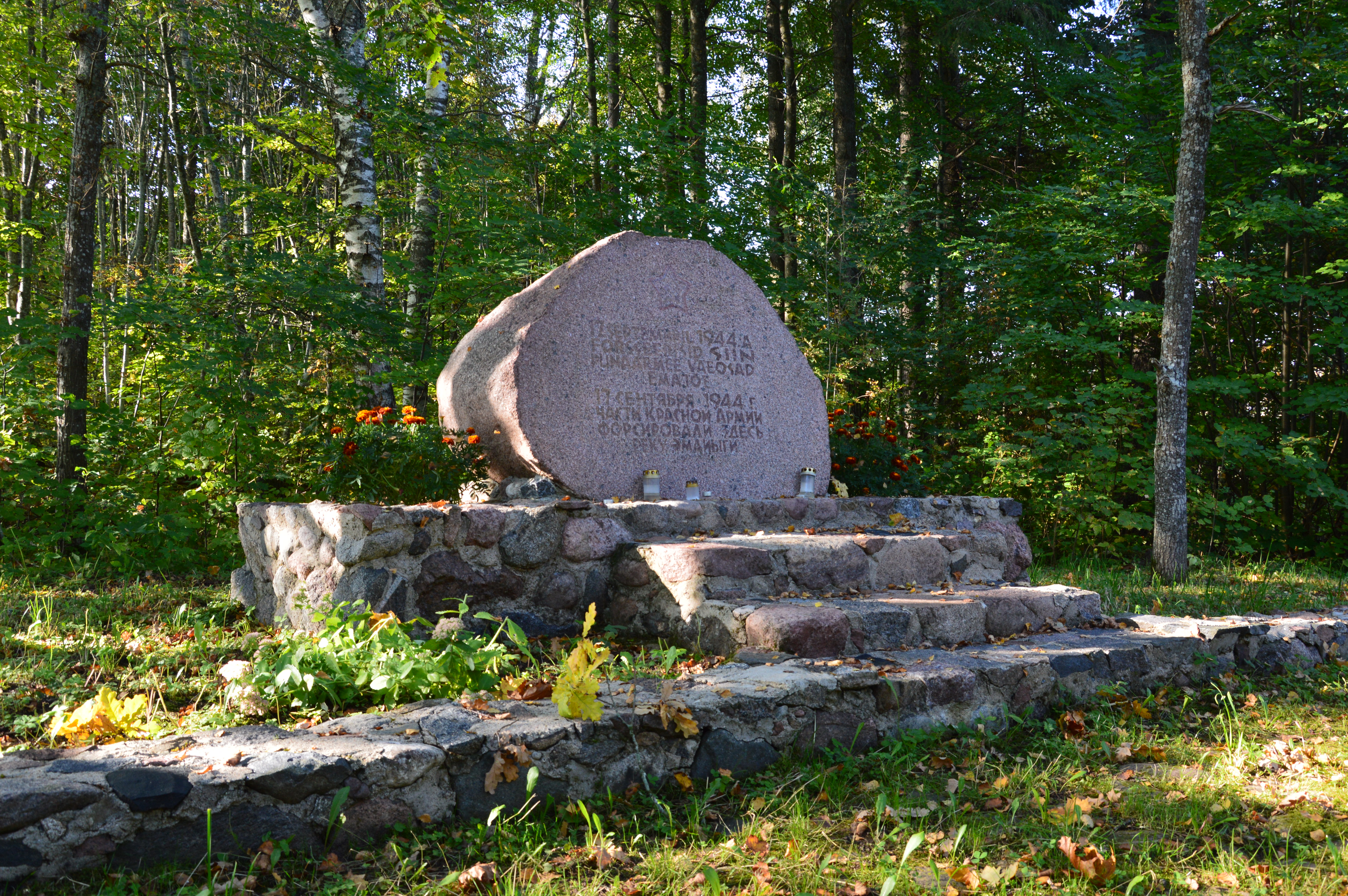
Памятный камень в честь формирования советскими войсками реки Эмайыги в 1944 году. Ликвидирован в 2023 году

В 1950-х годах на территории Вескимяэ (в настоящее время — на частной земле) был установлен памятник с надписью на эстонском и русском языках «17 сентября 1944 года части Красной армии форсировали здесь реку Эмайыги» (бывший объект культурного наследия). Памятник посвящён одному из событий Великой Отечественной войны — операции советских войск по освобождению Таллина от немецко-фашистских захватчиков. В протоколе от 30 ноября 2022 года рабочая группа по советским памятникам при Госканцелярии Эстонии признала памятник «красным монументом», подлежащим удалению из общественного пространства. Памятник был ликвидирован в 2023 году (см. Список советских военных памятников Эстонии).